# Ipomyia bornemisszai
Ipomyia bornemisszai är en tvåvingeart som beskrevs av Donald Henry Colless 1965. Ipomyia bornemisszai ingår i släktet Ipomyia och familjen gallmyggor. Inga underarter finns listade i Catalogue of Life.